# Breitenbergschule

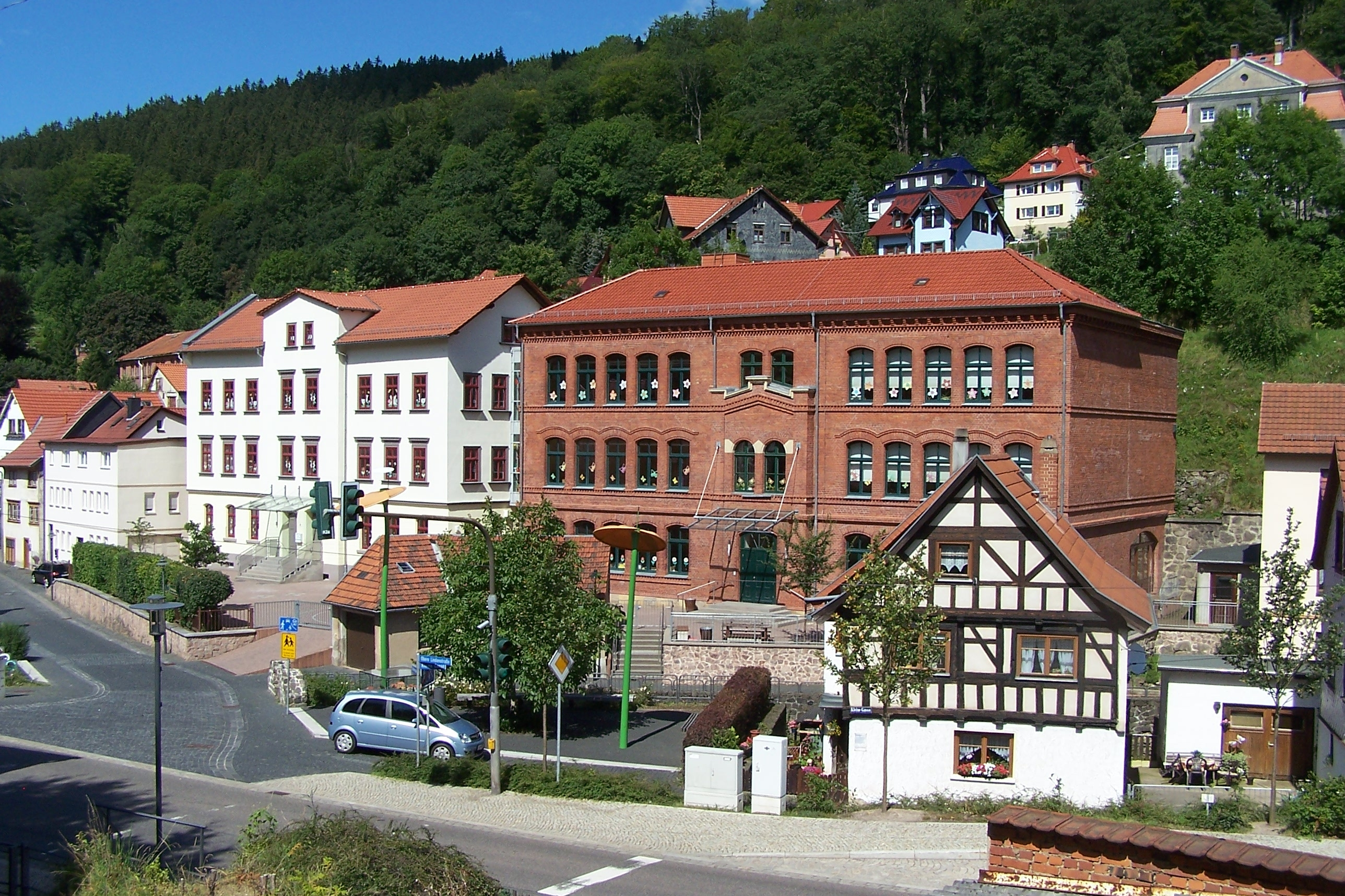
Die Breitenbergschule in Ruhla

Die Breitenbergschule ist ein denkmalgeschütztes Schulgebäudeensemble in der Bergstadt Ruhla im Wartburgkreis in Thüringen. Die heutige Grundschule besteht aus den beiden miteinander verbundenen Einzeldenkmalen Köhlergasse 4 und Köhlergasse 6, umgangssprachlich auch als rote Schule und gelbe Schule bezeichnet.

## Geschichte
1868 wurde im gothaischen Teil Ruhlas (vgl. Ruhlaer Teilung) die gelbe Schule eröffnet, um den in Folge der steigenden Bevölkerungszahl in beiden Teilen Ruhlas entstandenen Bedarf an Schulplätzen zu decken. Die Baukosten beliefen sich auf 7650 Reichstaler. Jungen und Mädchen wurden zunächst gemeinsam unterrichtet, später wurde, noch bis 1928, in getrennten Mädchen- und Jungenklassen unterrichtet. Die Schule wurde schnell zu klein; 1889 wurde in direkter Nachbarschaft die rote Schule, ein Backsteinbau, errichtet. Die gelbe Schule wurde als Grundschule genutzt, die rote für die älteren Schüler.
Zu Zeiten der DDR-Diktatur trug die Schule den Namen Polytechnische Oberschule (POS) „Karl Marx“. In den 1990er Jahren wurde der Standort der aus der POS hervorgegangenen Regelschule nach Seebach verlegt und die Ruhlaer Grundschulen am Standort der Breitenbergschule zusammengefasst. Hierfür wurden beide Schulteile, die rote und die gelbe Schule, baulich miteinander verbunden.

## Denkmalschutz
Die Gebäude Köhlergasse 4 und Köhlergasse 6 sind als Einzeldenkmale in das Denkmalbuch des Freistaates Thüringen eingetragen.